# Rossy Mendoza
María del Rosario Mendoza Chávez (Ixtlán del Río, Nayarit, 6 de junio de 1943 - Ciudad de México, 29 de diciembre de 2023), conocida como Rossy Mendoza, fue una vedette, actriz, bailarina y cantante mexicana. Durante las décadas de 1970 y 1980, fue una de las artistas más taquilleras del género cinematográfico de comedia sexual.

## Primeros años
Nació el 6 de junio de 1943 en Ixtlán del Río, Nayarit. A los cuatro años fue internada en un colegio de monjas en Guadalajara. A los nueve años se trasladó con su familia a Ciudad Obregón, Sonora. Cursó la secundaria y la preparatoria en el Instituto Tecnológico de Sonora. A través de una amiga, Rossy tuvo contacto con una caravana de artistas que se presentaban en Sonora. Allí, es presentada al destacado actor mexicano Andrés Soler. Allí comenzó a trabajar como presentadora de los espectáculos de los otros artistas. Su atractivo físico pronto causó sensación entre el público y los productores. Fue con esa caravana que llegó a la Ciudad de México.

## Carrera
Comenzó a trabajar en la Ciudad de México en el Teatro Lírico con figuras como Germán Valdés "Tin-Tan", Los Hermanos Carrión y Jesús Martínez "Palillo". Apareció también en famosas revistas de la época como Bellezas de Cinelandia, Yo, Cine Mundial y Siempre, entre otras.   Tras una temporada en el Teatro Lírico, en 1964 consiguió trabajo en el Teatro Blanquita.
En 1968 entró al elenco del famoso cabaret El Capri, donde trabajó al lado de figuras como Yolanda Montes "Tongolele", Manolo Muñoz, Ana Luisa Peluffo y la supervedette argentina Zulma Faiad. La televisión la llamó y participa en varios programas, destacando Sabadito Alegre, conducido por Paco Malgesto, en el que permaneció por varios meses.
En 1970 alternó con el actor cómico Adalberto Martínez "Resortes", en la obra El Tenorio Cómico y, escenificada en el Teatro Blanquita. Fue en ese tiempo cuando "Resortes" le enseñó a bailar mambo. De ahí siguieron muchas temporadas en el mencionado recinto, acompañada por grandes orquestas, además de un ballet de 18 bailarinas y ocho bailarines. Alternó con cantantes como Celia Cruz, Enrique Guzmán, Mike Laure, Sonia López y Dámaso Pérez Prado, entre otros. Fue en ese momento cuando Pérez Prado le compuso el Mambo La Cintura de Rossy en honor a su esbelto talle, y Rossy comenzó a ser conocida en el medio como La cintura más breve o El Cuerpo. Representada por su agente artística, Lonka Becker, debutó en el cine en 1971 con Gaspar Henaine "Capulina" en la cinta Capulina contra los vampiros.[cita requerida]
Inició una exitosa temporada de varios años en el Centro Nocturno "El Clóset", donde compartió créditos con la primera vedette Olga Breeskin. En ese mismo año, participó en la película El sinvergüenza junto a Mauricio Garcés. En 1972 participó en la cinta Los perros de Dios, de Francisco del Villar, junto a Meche Carreño. En 1974 actuó con Isela Vega en la cinta El festín de la loba.[cita requerida]
Aparte de los cabarets y el cine, también incursionó en las fotonovelas de la época y grabó algunos discos. Eventualmente fue contratada por la familia Vallejo para actuar en La Caravana Corona, donde actuó de 1971 a 1982. La Caravana Corona de la familia Vallejo consistía en grupos de estrellas de la farándula que recorrían toda la república y en la que actuó con grandes figuras como Los Polivoces (Eduardo Manzano y Enrique Cuenca), Juan Gabriel, Amalia Mendoza, Los Rebeldes del Rock y otros más. En 1977, participó en la coproducción hispanomexicana La llamada del sexo.
Para fines de la década de 1970, Mendoza encabezó el espectáculo del cabaret Terrazza Casino, acompañada por la orquesta de Héctor Halal. Otros recintos donde trabajó fueron El Cadillac, El Rondinella, El Clóset, Las Galaxias, El Can Can y el Quid, entre otros. En el teatro de comedia actuó en varias obras teatrales, en las que fue dirigida por Óscar Ortiz de Pinedo, Rafael Banquells, José Díaz Morales y otros más. Su primera obra fue al lado de los comediantes Emilio Brillas y Leopoldo "Polo" Ortín. Realizó una gira por México con la puesta en escena de Elena para los miércoles, con Jorge Ortiz de Pinedo. Otra de sus obras más destacadas fue Las locuras del sexo, con Andrés García. Rossy se convirtió además en una presencia regular en numerosas cintas del llamado cine de ficheras en los años 1970 y 1980.[cita requerida]
En la televisión, incursionó en las telenovelas en 1979, en la producción Yara, protagonizada por Angélica María. También participó en el célebre programa Variedades de medianoche, con Manuel "El Loco" Valdés.[cita requerida]
En la década de 1990, sus apariciones fueron esporádicas. En 1993 volvió al Teatro Blanquita, para alternar con la Sonora Matancera. A fines de la década se le diagnosticó cáncer pancreático. En 1999, Mendoza participó en el espectáculo teatral Las inolvidables de la noche, con las vedettes Amira Cruzat, Wanda Seux, Grace Renat y Malú Reyes.[cita requerida]
A la par de su carrera en el espectáculo, Rossy también fue modelo de la reconocidas fotógrafas Nadine Markova y Paulina Lavista y del pintor José Luis Cuevas. Además de Cuevas, otros pintores plasmaron su belleza, tales como Ricardo García Mora y Juan Buitimea (pintor perteneciente a la tribu yaqui), entre otros.[cita requerida]
En 2016, Rossy junto con las vedettes Olga Breeskin, Lyn May, Wanda Seux y la Princesa Yamal, fue una de las protagonistas del documental Bellas de noche, de la cineasta María José Cuevas.[cita requerida]

## Fallecimiento
El 23 de agosto de 2023 sufrió una fractura de fémur tras una caída en su casa al sur de la Ciudad de México, lo que la llevó a requerir una cirugía de la que se recuperó exitosamente. El 2 de octubre de ese mismo año requirió una nueva intervención por fractura de cadera. En diciembre de 2023 volvió a ser hospitalizada por problemas derivados del lupus eritematoso sistémico que padecía y que posteriormente evolucionó a neurolupus.Falleció el 29 de diciembre de 2023 a los 80 años, como consecuencia de un paro cardiorrespiratorio.

## Discografía
- 1978, Ayúdame a pasar la noche. Discos Chapultepec.
- 1980, Buscando un amorcito. Discos HIT.

## Filmografía
| - 2016, Bellas de noche - 2010, Todos a bordo (cortometraje) - 1990, Dos agentes salvagentes - 1987, Duro y Parejo en La casita del pecado - 1987, ¡Qué buena está mi ahijada! - 1986, Tres mexicanos ardientes - 1986, Los verduleros - 1985, El ratero de la vecindad 2 - 1985, Los gatos de las azoteas - 1984, Juana la Cantinera - 1984, El día de los albañiles - 1983, El día del compadre - 1983, Esos viejos rabo verdes - 1983, El sexo de los pobres - 1983, El ratero de la vecindad - 1982, Pistoleros famosos - 1982, California Dancing Club - 1981, El vecindario - 1980, El sexo sentido - 1977, El mar (película mexicana) - 1977, Dulcemente morirás por amor - 1975, Santo en oro negro - 1974, Los perros de Dios - 1973, Tu camino y el mío - 1973, El Imponente - 1972, El festín de la loba - 1972, Santo contra los secuestradores - 1971, El sinvergüenza - 1970, Capulina contra los vampiros - 1966, Lanza tus penas al viento (actuación especial) - 1966, Los tres mosqueteros de Dios (actuación especial). | - 2011, Lo que callamos las mujeres - 2010, Laura de Todos - 2008, Viva la mañana - 2008, TV de noche - 2005, Historias engarzadas - 1985, Viva la noche - 1995, Ventana 22 - 1993, ¿Y usted qué opina? - 1983,1984,1985,1991, En vivo - 1983, Contrapunto - 1983, Salón de belleza - 1982, Buenos días - 1979, Yara (telenovela) - 1978, El circo de Capulina - 1977-1979, Variedades de media noche - 1977, La criada bien criada TV - 1969, Sabadito alegre TV - 1969, Dos horas TV |